# Franciszek Pokorny

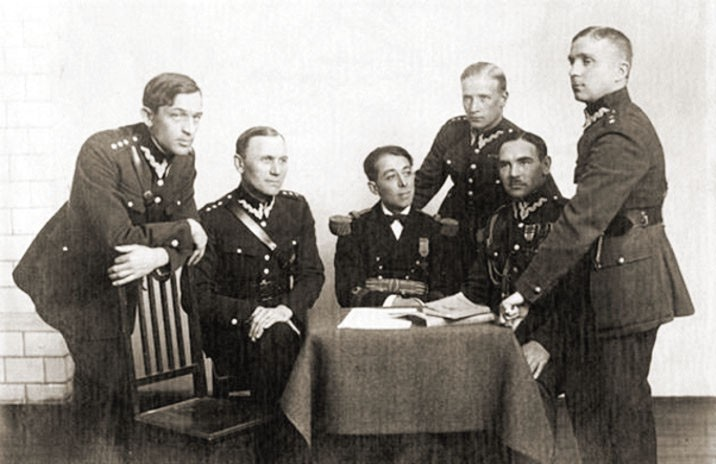
Oficerowie Biura Szyfrów. Od lewej: Jakub Plezia, Jerzy Suryn, Yamawaki Masataka, Paweł Misiurewicz, Franciszek Pokorny, Maksymilian Ciężki. Początek lat 20. XX w.

Franciszek Pokorny (ur. 15 czerwca 1891 w Mostach, zm. 22 listopada 1966 w Edynburgu) – podpułkownik dyplomowany piechoty Wojska Polskiego.

## Życiorys
Syn Ludwika i Heleny z domu Krakuch. Był kuzynem Hermana Pokornego, kryptologa armii Austro-Węgier podczas I wojny światowej. W 1906 roku ukończył niższe 4-klasowe gimnazjum w Rzeszowie i wstąpił do Korpusu Kadetów we Lwowie.
W latach 1909–1912 był słuchaczem Terezjańskiej Akademii Wojskowej w Wiener Neustadt. Po jej ukończeniu 18 sierpnia 1912 roku, w stopniu podporucznika, rozpoczął zawodową służbę w armii austro-węgierskiej. Został przydzielony do 10 pułku piechoty w Przemyślu na stanowisko dowódcy plutonu. W 1913 roku czasowo powierzono mu obowiązki dowódcy kompanii. W roku szkolnym 1913/1914 został wykładowcą topografii i terenoznawstwa, historii wojskowości, języka niemieckiego, administracji i gimnastyki w Szkole Oficerów Rezerwy w Przemyślu. Po wybuchu I wojny światowej powrócił do macierzystego pułku na stanowisko adiutanta II batalionu. 2 września 1914 roku w bitwie pod Fajsławicami został ranny i trafił do niewoli rosyjskiej. Po wyleczeniu do końca 1917 roku przebywał w obozach jenieckich we wschodniej Rosji.
1 stycznia 1919 roku jako szeregowy ochotniczo wstąpił do 2 pułku strzelców polskich na Syberii. 10 stycznia 1919 roku został przydzielony do pułkowej szkoły podoficerskiej w charakterze wykładowcy topografii i terenoznawstwa. Obowiązki wykładowcy łączył z funkcją adiutanta w Wydziale Operacyjnym Sztabu 5 Dywizji Strzelców Polskich. 10 stycznia 1920 roku, po kapitulacji oddziałów Wojska Polskiego na Syberii, trafił obozu pracy przymusowej w Krasnojarsku, później do Omska, a następnie do Tuły. 5 sierpnia 1920 roku zbiegł z niewoli i wrócił do kraju.
17 września 1920 roku zameldował się w Naczelnym Dowództwie WP w Warszawie. Początkowo otrzymał przydział do Dowództwa Okręgu Generalnego „Kraków”, skąd skierowano go do batalionu zapasowego 20 pułku piechoty Ziemi Krakowskiej. We wrześniu 1920 roku odbył kurs w Centralnej Szkole Instruktorów DOG „Kraków”, a po jego ukończeniu został przeniesiony do Kowieńskiego Pułku Piechoty. 4 stycznia 1921 roku otrzymał przydział na stanowisko referenta Sekcji Szyfrowej Oddziału II Naczelnego Dowództwa. W 1923 roku został wyznaczony na stanowisko szefa komórki radiowywiadu, która dysponowała stacjami nasłuchowymi: w Warszawie, Starogardzie Gdańskim, Poznaniu i Krzesławicach k. Krakowa.
31 października 1923 roku został przydzielony do Wyższej Szkoły Wojennej w Warszawie, w charakterze słuchacza IV Kursu Normalnego. 1 października 1925 roku, po ukończeniu kursu i otrzymaniu dyplomu naukowego oficera sztabu Generalnego, został przydzielony do Oddziału II Sztabu Generalnego w Warszawie na stanowisko kierownika Referatu Radio i Szyfrów. 23 grudnia 1929 roku otrzymał przeniesienie do 66 pułku piechoty w Chełmnie na stanowisko dowódcy batalionu. 14 grudnia 1931 roku został awansowany na podpułkownika ze starszeństwem z dniem 1 stycznia 1932 roku i 2. lokatą w korpusie oficerów piechoty. W marcu 1932 roku został przesunięty na stanowisko zastępcy dowódcy 66 pp, którym wówczas dowodził płk dypl. Leon Koc. 12 lipca 1937 roku został przeniesiony do 54 pułku piechoty Strzelców Kresowych w Tarnopolu na stanowisko dowódcy pułku.
Kiedy pierwsze niemieckie, wojskowe, zaszyfrowane przy pomocy Enigmy wiadomości zostały nadane przez radio 15 lipca 1928, niemiecka sekcja Biura Szyfrów bezskutecznie próbowała je odszyfrować. Prawdopodobnie ze względu na sukcesy najlepszych polskich matematyków w łamaniu rosyjskich szyfrów podczas wojny polsko-bolszewickiej, w Uniwersytecie Poznańskim w 1929 roku został przeprowadzony tajny kurs kryptografii dla wybranych matematyków znających język niemiecki. Trzej uczestnicy kursu – Marian Rejewski, Jerzy Różycki i Henryk Zygalski – zostali trzy lata później zatrudnieni przez Biuro Szyfrów.
Pokorny był trzecią osobą wykładającą na kursie, po inżynierze Antonim Palluthu i kapitanie Maksymilianie Ciężkim.
Na czele 54 pułku piechoty walczył w kampanii wrześniowej 1939 roku, między innymi w bitwie pod Iłżą, a od 14 września sprawował obowiązki dowódcy odcinka południowego obrony Kowla i dowódcy grupy piechoty w składzie Grupy „Kowel”. 19 października 1939 r. przekroczył granicę pod Zölle, następnie przez Budapeszt, Jugosławię, Włochy, Szwajcarię i Francję trafił na Wyspy Brytyjskie.
W latach 1940–1941 był dowódcą 13 batalionu kadrowego strzelców w Maffat, a następnie komendantem kursów oficerskich, szefem Wydziału Wyszkolenia Sztabu Naczelnego Wodza i dowódcą batalionu szkolnego Jednostek Wojska w Wielkiej Brytanii. Później pełnił służbę w Dowództwie Jednostek Wojska w Wielkiej Brytanii na stanowisku kwatermistrza, a następnie w dowództwie I Korpusu na stanowisku szefa Administracji Personalnej. W latach 1945–1947 był szefem Komisji Likwidacyjnej I Korpusu. Po zakończeniu prac Komisji pozostał na emigracji. Zamieszkał w Edynburgu. Był długoletnim członkiem Koła Stowarzyszenia Polskich Kombatantów nr 25, Koła Żołnierzy I Korpusu Wojska Polskiego i Oddziałów Pozadywizyjnych oraz Chóru Polskiego „Echo”.
Zmarł 22 listopada 1966 roku. Został pochowany na cmentarzu Mount Vernon w Edynburgu.
W 2015 roku Bogusław Wołoszański nakręcił 4-odcinkowy cykl "Sensacje XX wieku- Enigma". Postać Franciszka Pokornego zagrał w nim aktor Wojciech Błach.
Jego żoną była Walentyna z domu Tymińska, ur. 6 marca 1901 r. w Nowonikołajewsku na Syberii (obecnie Nowosybirsk), absolwentka Wydziału Humanistycznego Wolnej Wszechnicy Polskiej w Warszawie (1927). Jej siostrą była Zofia Szagonowa – por. AK ps. „Jagna” i „Kajtek”, łączniczka Komendy Głównej. Po wojnie Walentyna Pokornowa (używała nazwiska w tej formie) została organizatorem i pierwszą kustoszką Muzeum Ziemi Lubuskiej w Gorzowie Wielkopolskim (1945-1947), a następnie etatową pracownicą WK PPS w Poznaniu (1947–1948). Później powróciła do Gorzowa i pracowała w Zakładach Mechanicznych. Zmarła 4 lutego 1951 r. w Gorzowie Wielkopolskim na skutek samobójstwa. Jego przyczyny pozostają nieznane. Została pochowana na Cm. Świętokrzyskim w Gorzowie, ale w roku 1973 została ekshumowana przez siostrę i pochowana na Starych Powązkach w Warszawie. Dziś obie Walentyna i Zofia pochowane są we wspólnej mogile na Starych Powązkach (155b)).

## Ordery i odznaczenia
- Krzyż Walecznych (czterokrotnie)
- Złoty Krzyż Zasługi (19 marca 1939)[9]
- Medal Niepodległości (2 sierpnia 1931)[10]
- Srebrny Krzyż Zasługi (16 marca 1928)[11]
- Krzyż Oficerski Orderu Korony Rumunii (Rumunia, 14 marca 1929)[12]